# Dichochrysa atrosparsa
Dichochrysa atrosparsa is een insect uit de familie gaasvliegen (Chrysopidae), die tot de orde netvleugeligen (Neuroptera) behoort. De soort komt voor in Zuid-Afrika.